# Karl Johann Greith
Karl Johann Greith (Rapperswil, 25 maggio 1807 – San Gallo, 17 maggio 1882) è stato un vescovo cattolico svizzero.

## Biografia
Dottore in teologia, fu decano del duomo di San Gallo dal 1847. Fu vescovo della diocesi di San Gallo - in tedesco Sankt Gallen - dal 16 marzo 1863 fino al 17 maggio 1882, data della sua morte.

## Genealogia episcopale e successione apostolica
La genealogia episcopale è:
- Cardinale Scipione Rebiba
- Cardinale Giulio Antonio Santori
- Cardinale Girolamo Bernerio, O.P.
- Arcivescovo Galeazzo Sanvitale
- Cardinale Ludovico Ludovisi
- Cardinale Luigi Caetani
- Cardinale Ulderico Carpegna
- Cardinale Paluzzo Paluzzi Altieri degli Albertoni
- Papa Benedetto XIII
- Papa Benedetto XIV
- Papa Clemente XIII
- Arcivescovo Giovanni Battista Caprara Montecuccoli
- Vescovo Dionys von Rost
- Vescovo Karl Franz von Lodron
- Vescovo Bernhard Galura
- Vescovo Johann Nepomuk von Tschiderer zu Gleitheim
- Cardinale Friedrich Johann Joseph Cölestin von Schwarzenberg
- Cardinale Maximilian Joseph von Tarnóczy
- Vescovo Vinzenz Gasser
- Vescovo Joseph Feßler
- Vescovo Karl Johann Greith

La successione apostolica è:
- Vescovo Francesco Costantino Rampa (1879)